# Плавиця (селище)
Плавиця (рос. Плавица) — залізнична станція у Добринському районі Липецької області Російської Федерації.
Населення становить 2883 особи. Належить до муніципального утворення Богородицька сільрада.

## Історія
З 13 червня 1934 до 1954 року у складі Воронезької області. Відтак входить до складу Липецької області.
Згідно із законом від 23 вересня 2004 року № 126-ОЗ органом місцевого самоврядування є Богородицька сільрада.

## Населення
| 2002 | 2010  |
| ---- | ----- |
| 3270 | ↘2883 |